# Viridiplantae
Il termine Viridiplantae (dal latino virides plantae, "piante verdi") indica un gruppo che comprende le alghe verdi e le embriofite (muschi, felci, piante superiori).
Il gruppo può essere considerato un clade perché è monofiletico.
L'esatto livello tassonomico (regno, sottoregno o altro) di questo gruppo è attualmente oggetto di discussione. Cavalier-Smith, che ha introdotto il termine nel 1981, recentemente, nella variante Viridaeplantae, lo presenta come un sottoregno del regno Plantae.
I termini Chlorobionta e Chloroplastida (con livelli tassonomici variabili) sono sinonimi di Viridiplantae, ma non sono in genere collocati all'interno di Plantae.
Nell'uso di qualche autore, infine, il termine Plantae è in pratica esso stesso sinonimo di Viridiplantae.
Tutti gli autori riconoscono una speciale affinità filogenetica tra le piante verdi (Viridiplantae o sinonimi) e le alghe rosse (Rodofite e Glaucofite). 
In particolare:
- DOI:10.1111/j.1550-7408.2005.00053.x,  https://oadoi.org/10.1111/j.1550-7408.2005.00053.x.  riunisce Chloroplastida e alghe rosse in un clade più grande chiamato Archaeplastida (sinonimo anche di Primoplantae);
- Cavalier-Smith, (2004), Only six kingdoms of life riunisce i sottoregni Viridaeplante e Biliphyta (alghe rosse) nel regno Plantae.